# Гарбузівка (Сумський район)
Гарбузі́вка — село в Україні, у Лебединській міській громаді Сумського району Сумської області. До 2020 адміністративний центр сільської ради. До складу сільської ради входили села: Караван, Савенки, Ситники, Стеблянки, Панченки, Харченки, Яроші.

## Географія
Село Гарбузівка знаходиться біля витоків річки Ревки. За 0,5 км розташовані села Савенки і Харченки, за 1 км — села Яроші, Панченки і Ситники. Поруч проходить залізниця, станція Гарбузівка за 1 км.
Село розташоване за 20 км від центру громади

## Історія
На території Сумщини знаходиться господарство «Перлина». Керівник СФГ «Перлина» — Максичка Юрій Іванович, 1962 р. н., один із найкращих власників с\господарства Лебединського району. Селянське фермерське господарство «Перлина» має в обробітку 1500 га землі. Власником господарства є Максичка Юрій Іванович.
12 червня 2020 року, відповідно до Розпорядження Кабінету Міністрів України № 723-р «Про визначення адміністративних центрів та затвердження територій територіальних громад Сумської області», увійшло до складу Лебединської міської територіальної громади.
19 липня 2020 року, після ліквідації Лебединського району, село увійшло до Сумського району.

## Пам'ятки
- Приготування борщу на Лебединщині - елемент нематеріальної культурної спадщини Сумської області.[3]

## Постаті
- Литковець Степан Леонідович (1997—2018) — солдат Збройних сил України, учасник російсько-української війни.